# Hasselbrack
Le Hasselbrack est, avec une altitude de 116 m, la plus haute élévation naturelle de Hambourg (Allemagne). Il se trouve dans les Harburger Berge, à la frontière avec la Basse-Saxe.

## Géographie

### Localisation
Le Hasselbrack est situé à la frontière sud de Hambourg avec la Basse-Saxe, dans les montagnes Noires, un contrefort nord des montagnes de Harburg, au sud-sud-est du district de Neugraben-Fischbek. Il est situé dans la forêt domaniale de Rosengarten, à la jonction avec la Daerstorfer Heide, entre le village de Waldfrieden, qui appartient à Fischbek, au nord, Neu Wulmstorf-Tempelberg à l'ouest et Rosengarten-Alvesen à l'est.

### Classification d'espaces naturels
Le Hasselbrack appartient au groupe d'espaces naturels de la lande de Lunebourg (no 64).

## Sommet

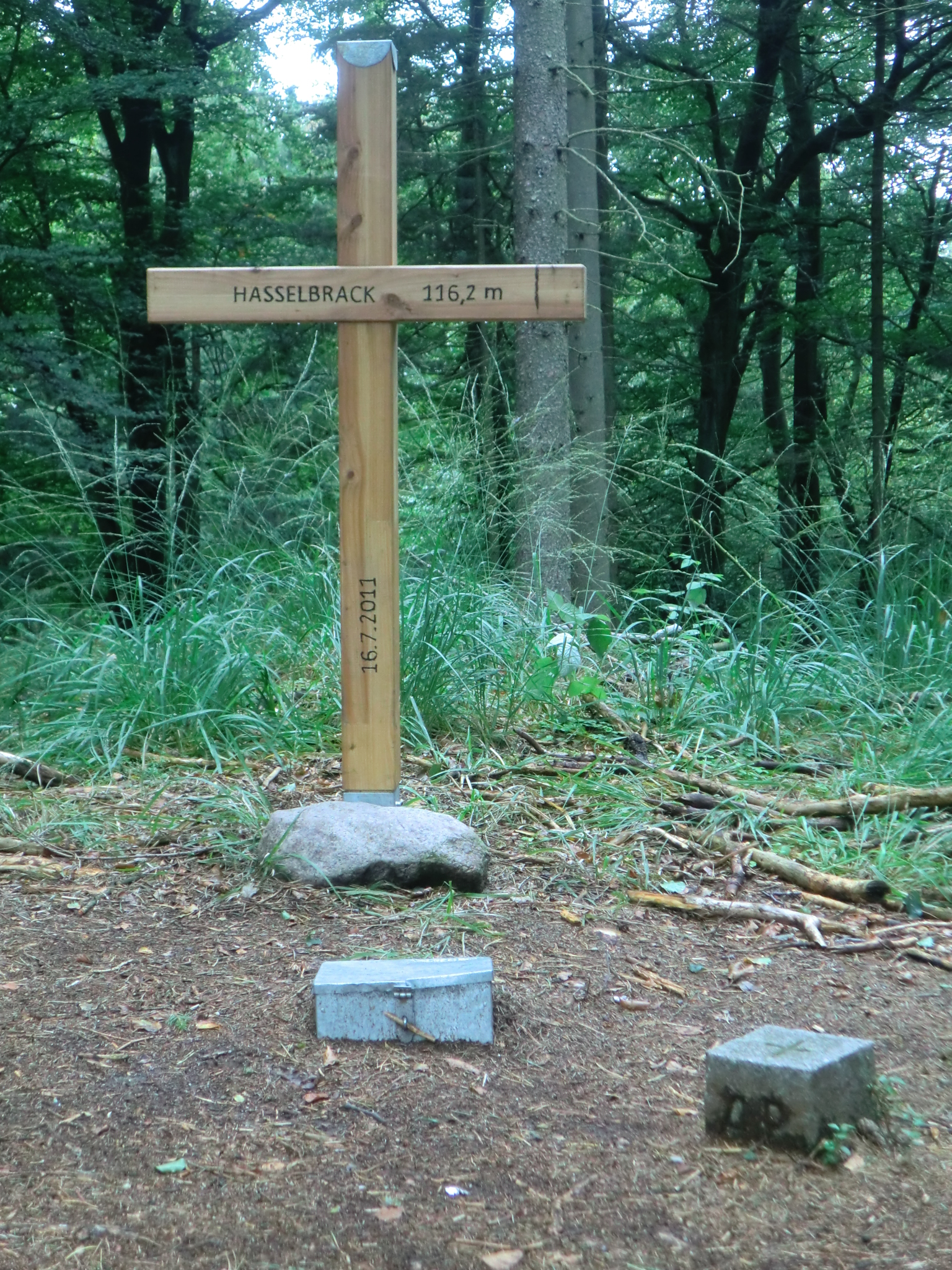
Croix du sommet sur le Hasselbrack (jusqu'en 2013) avec géocache (au centre) et poste de triangulation (à droite)

Le sommet du Hasselbrack comporte un poste de triangulation qui se trouve dans la forêt à quelques mètres du sentier de randonnée et qui marque le point culminant. Depuis février 2009, on y trouve un livre de sommet (Gipfelbuch) dans une boîte en fer blanc, qui sert également de géocache depuis 2011. En 2011, une croix sommitale en bois relativement grande a été érigée avec les inscriptions « Hasselbrack - 116,2 m - 16.7.2011 ». Au printemps 2013, l'association Wanderfreunde Hambourg a remplacé la croix par une pierre de marquage en granite blanc sur laquelle figurent l'inscription « Hasselbrack, 116 m - Point culminant de Hambourg ». De Pâques à octobre 2014, une simple croix en bois sans inscription se trouvait à côté de la pierre.

## Transport et randonnée
Comme il n'y a pas de routes sur le Hasselbrack ou à proximité immédiate, on ne peut s'y rendre depuis les villages environnants que par des chemins forestiers et des sentiers. Le sentier européen E1 de grande randonnée et le Heidschnuckenweg (sentier Heidschnucken) passent à l'ouest.